# Renato Renner

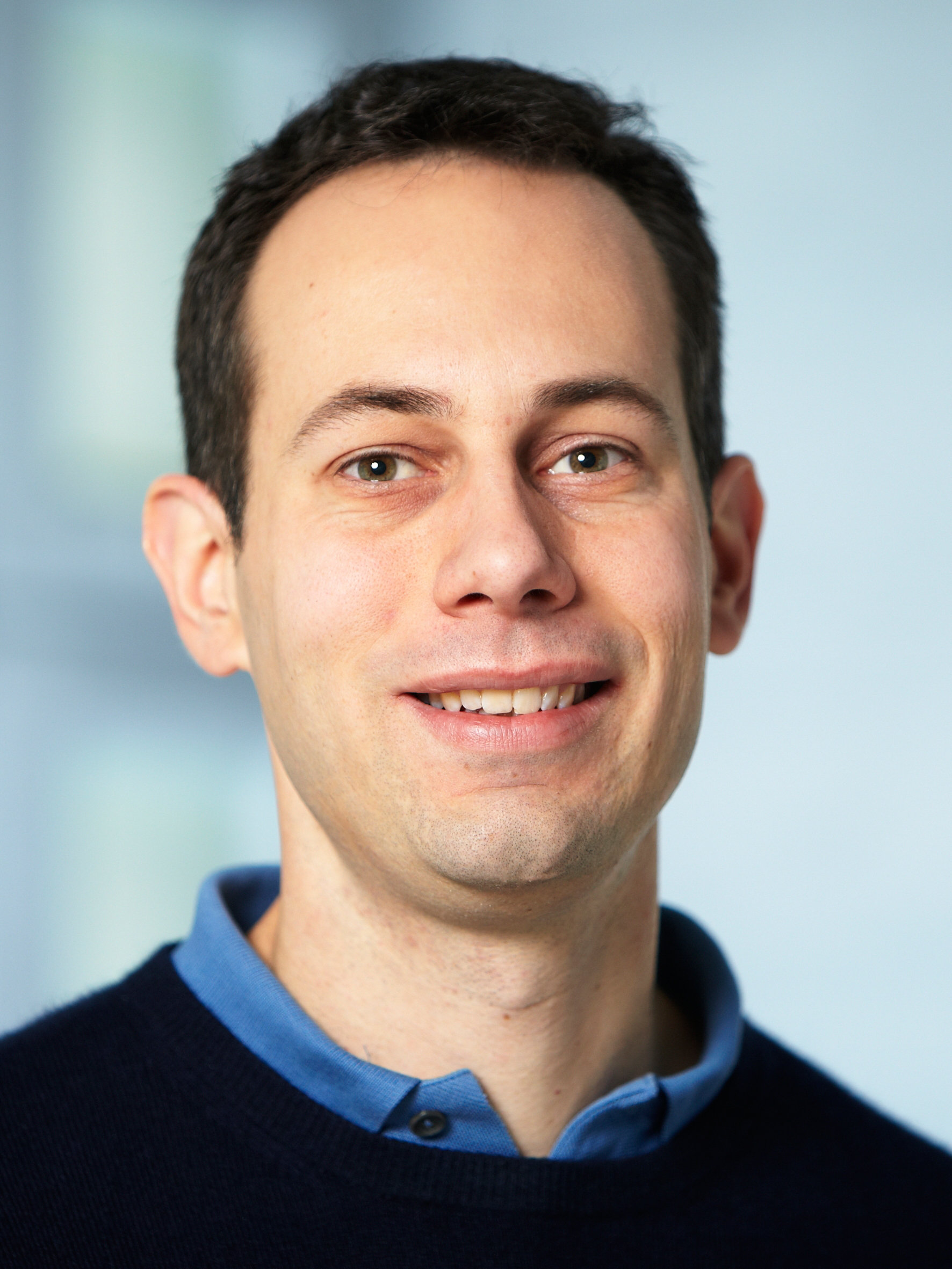
Renato Renner (2010)

Renato Renner (* 11. Dezember 1974 in Luzern; heimatberechtigt in Andermatt und Luzern) ist ein Schweizer Physiker, Quanteninformationswissenschafter
und Hochschullehrer.

## Leben
Renato Renner absolvierte das Obergymnasium an der Kantonsschule Alpenquai in Luzern von 1990 bis 1994 und schloss mit der Matura Typus C ab. Dann studierte er Physik, zuerst an der EPF Lausanne und anschliessend mit dem Vertiefungsfach Theoretische Physik an der ETH Zürich. Seine  Doktorarbeit auf dem Gebiet der Quantenkryptografie betreute Ueli Maurer im Department für Informatik der ETH Zürich. Nach der Promotion mit der Arbeit Security of Quantum Key Distribution zum Dr. sc. nat. war er während zwei Jahren HP Research Fellow im Departement für Angewandte Mathematik und Theoretische Physik der Universität Cambridge. Nach seiner Rückkehr in die Schweiz wurde er 2007 Assistenzprofessor an der ETH Zürich, 2015 an derselben Hochschule Ordentlicher Professor auf dem Gebiet der Quanteninformationswissenschaften im Departement für Theoretische Physik.

## Veröffentlichungen
Renner hat laut Web of Science seit 2001 insgesamt 146 Artikel publiziert, die zusammen über 8400 mal zitiert wurden. Sein h-Index beträgt 49; Google Scholar listet 241 Publikationen mit über 18000 Zitierungen (alle Angaben Stand Oktober 2022).

## Auszeichnungen
- 2018 ALEA-Auszeichnung der Akademischen Vereinigung des Mittelbaus der ETH
- 2017 Teaching Award (Golden Owl) from the ETH Zurich Physics Student Association
- 2016 Test of Time Award from the International Association for Cryptologic Research (IACR)
- 2015 Fellowship at the Stellenbosch Institute for Advanced Study
- 2010–2015 ERC Starting Independent Researcher Grant (Europäischer Forschungsrat)
- Best Dissertation Award by the German Chapter of the Association for Computing Machinery
- 2005 ETH-Silbermedaille für die beste Doktorarbeit.